# Jacobus Spoors
Jacobus Spoors (Hazerswoude, 14 september 1751 - 's-Gravenhage, 3 april 1833) was een Nederlands advocaat en politicus ten tijde van de Bataafse Republiek.
Spoors was een Leidse patriot en bestuurder. Hij was de zoon van de schout van Hazerswoude en met François Adriaan van der Kemp betrokken bij het exercitiegenootschap van Wijk bij Duurstede.
Spoors begon zijn loopbaan als advocaat en vervulde na de tweede staatsgreep van Daendels functies in het Uitvoerend Bewind. Hij werd in 1798 de eerste agent (minister) voor Marine en maakte daarna deel uit van het gematigde Intermediair Uitvoerend Bewind en van het Staatsbewind. Zijn politieke rol was in 1804 uitgespeeld.
- Biografisch Portaal: 54386880
- Library of Congress Control Number: n86113849
- Nederlandse Thesaurus van Auteursnamen: 197153550
- Parlement.com: vg09llzozfwm
- Virtual International Authority File: 290367050
- WorldCat: E39PBJyMmqDJhtrQwBQwFTtYfq